# Ockraspökuggla
Ockraspökuggla (Ninox ochracea) är en fågel i familjen ugglor inom ordningen ugglefåglar.

## Utseende
Ockraspökugglan är en liten till medelstor spökuggla med en kroppslängd på 25–29 cm. Ovansidan är kastanjebrun, undersidan kanel- till gulbrun med vit strupe. Den har vidare tydliga vita ögonbryn ovan gula ögon, gul- till hornfärgad näbb och vaxhud och vita fläckar på skapularer och vingtäckare. Tårna är gulgrå.

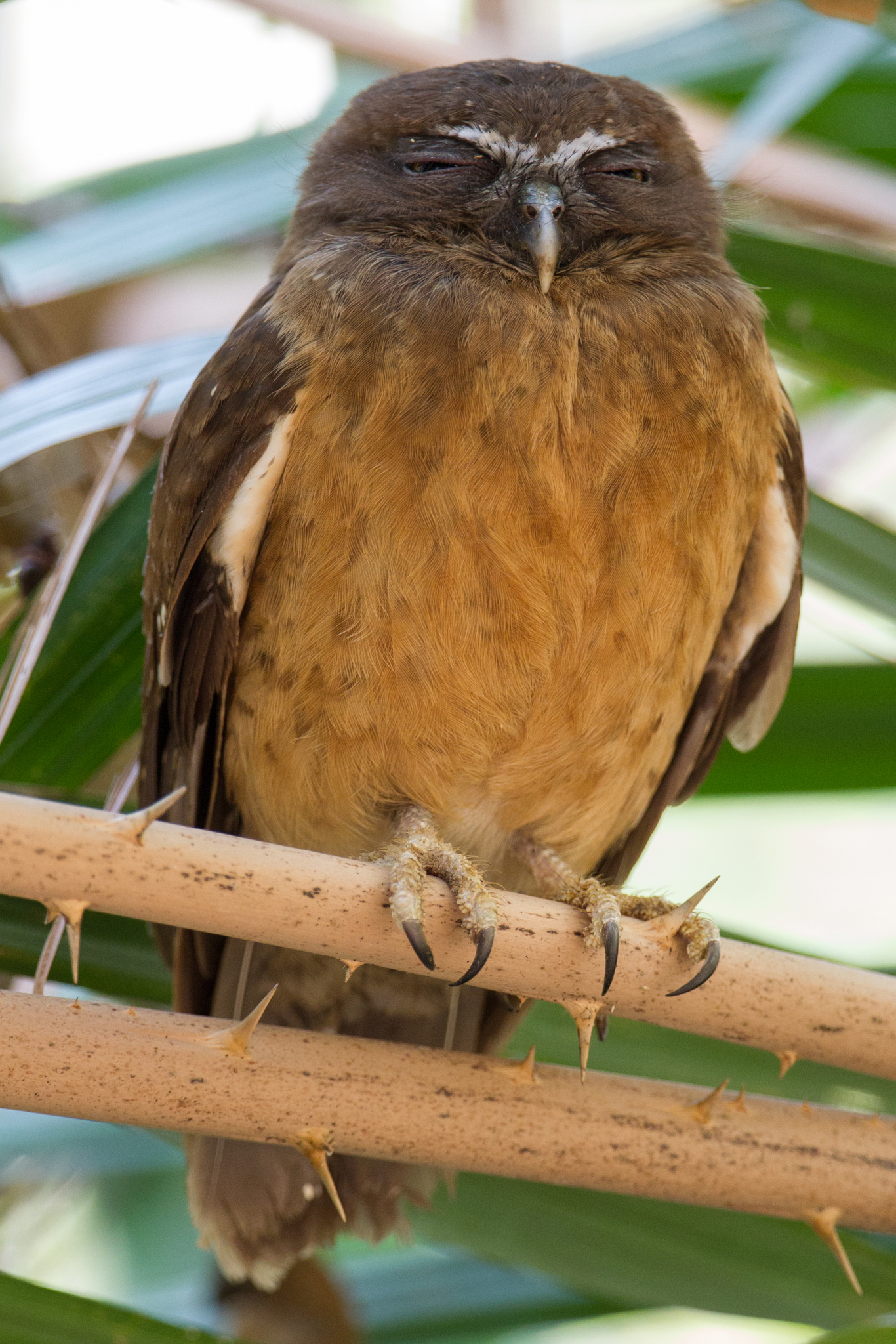

## Utbredning och status
Fågeln förekommer i fuktiga skogar på Sulawesi och ön Butung. Den behandlas som monotypisk, det vill säga att den inte delas in i några underarter.

## Status och hot
Ockraspökugglan har en liten världspopulation bestående av uppskattningsvis endast 10 000–20 000 vuxna individer. Den tros också minska i antal till följd av habitatförlust. Internationella naturvårdsunionen IUCN kategoriserar den som nära hotad.